# Walter Zwi Bacharach

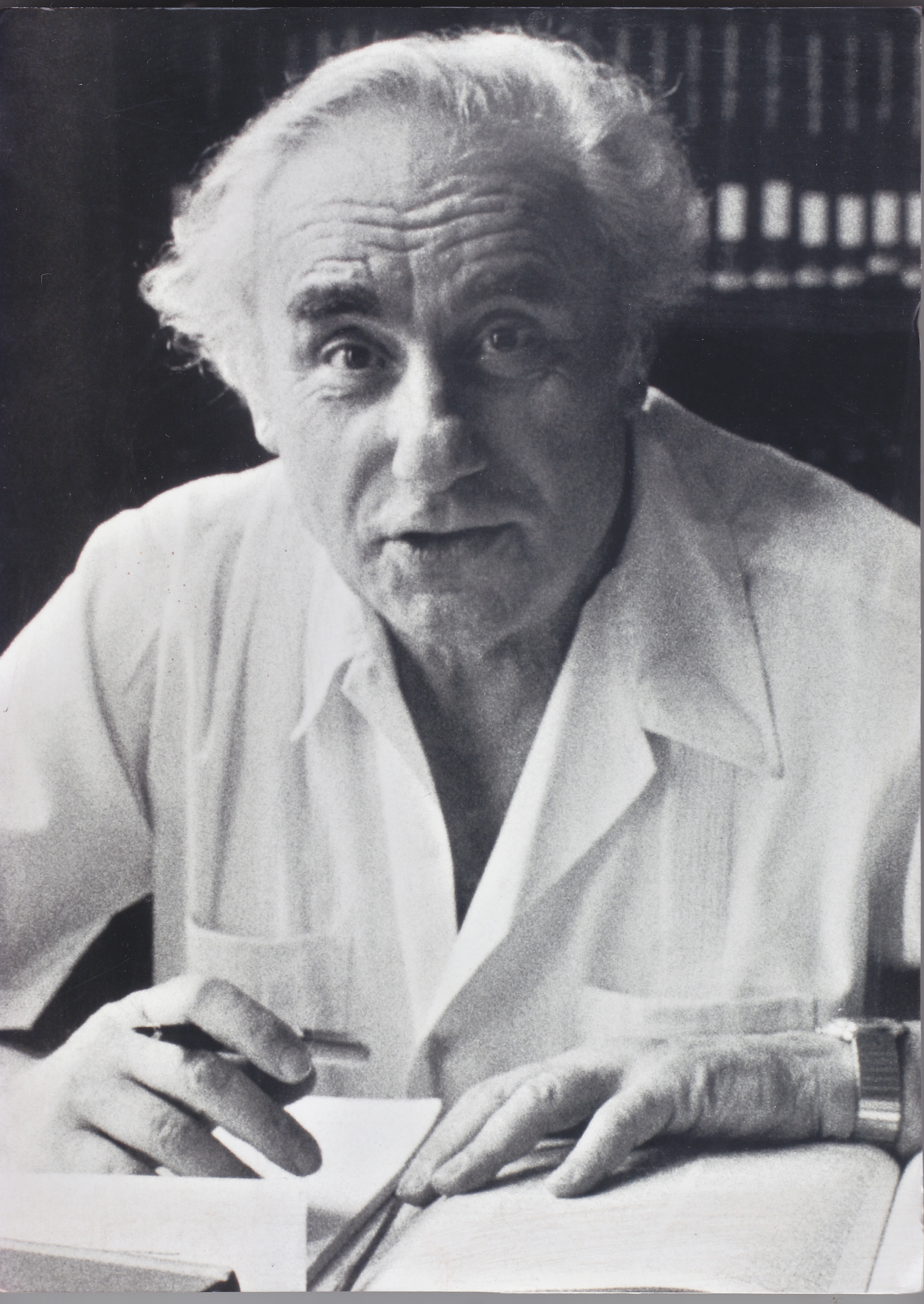
Walter Zwi Bacharach (ohne Jahr, ohne Autor)

Walter Zwi Bacharach (hebräisch צבי (וולטר) בכרך; geboren 7. September 1928 in Hanau; gestorben 28. Juli 2014) war ein deutsch-israelischer Historiker und Überlebender des Holocaust.

## Leben
Walter Bacharachs Familie floh nach den Novemberpogromen 1938 vor der deutschen Judenverfolgung aus Hamburg in die Niederlande nach Hilversum. Anfang 1942 wurde sie in das Durchgangslager Westerbork eingewiesen und von dort am 25. Februar 1944 in das Ghetto Theresienstadt deportiert. Die Familie wurde am 28. September 1944 in das Konzentrationslager Auschwitz deportiert, wo seine Mutter Erna vergast wurde. Sein Vater, sein Bruder Albrecht und er verrichteten zuletzt Zwangsarbeit im Außenlager Leipzig-Thekla des KZ Buchenwald. Als bei Kriegsende das Lager aufgelöst wurde, wurde bei dem Todesmarsch sein Vater Moritz vor seinen Augen erschossen.
Nach der Befreiung emigrierte er 1946 nach Palästina, wo er sich der religiösen Kibbuzbewegung HaDati anschloss und in den Kibbuz Be'erot Jitzchak ging. Da dieser während des Unabhängigkeitskrieges zerstört worden war, zog der Kibbuz an einen anderen Ort in der Wüste Negev. Mit seiner Frau Chana, einer ungarischen Holocaustüberlebenden, die er 1949 geheiratet hatte, verließ er 1953 den Kibbuz und zog nach Tel Aviv. Sie haben drei Kinder. Bacharach wurde Lehrer und studierte später noch Geschichte.
Bacharach forschte und lehrte als Historiker für Moderne Geschichte an der Bar-Ilan-Universität in Ramat Gan zur Geschichte des Antisemitismus und des Holocaust.
Er war Mitarbeiter am International Institute for Holocaust Research in Yad Vashem. Von 2003 bis 2007 war er Direktor des Leo Baeck Instituts in Jerusalem.
Bacharach verstarb im Juli 2014. Er hinterließ seine Frau, drei Kinder und sieben Enkelkinder.

## Schriften (Auswahl)
- Antishemiut modernit, Tel-Aviv, Miśrad ha-biṭakhon, 1979 (he)
- Antisemitism, Holocaust, and the Holy See: An Appraisal of Recent Books About the Vatican and the Holocaust, in Yad Vashem Studies XXX (en)
- Anti-Jewish Prejudices in German-Catholic Sermons. Translated from the Hebrew by Chaya Galai. Lewiston, N.Y., Edwin Mellen Press, 1993 (en)
- als Herausgeber: Dies sind meine letzten Worte …: Briefe aus der Shoah. Aus dem Hebräischen von Maurice Tszorf. Wallstein, Göttingen 2006.
- „Dem Tod ins Auge schauen“. Aufsatz zu Ehren von Monika Richarz, in: Marion Kaplan, Beate Meyer (Hrsg.): Jüdische Welten. Juden in Deutschland vom 18. Jahrhundert bis in die Gegenwart, Göttingen, Wallstein 2005, S. 295–303